# کاناش (شهرستان بلبیفسکی، باشقیرستان)
کاناش (به لاتین: Kanash) یک منطقهٔ مسکونی در روسیه است که در باشقیرستان واقع شده‌است.